# افشاگر

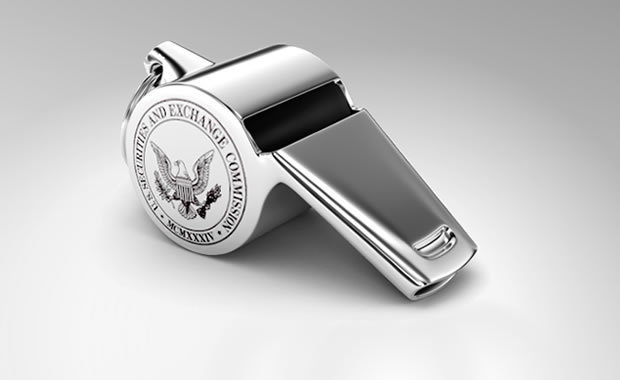
نماد اداره افشاگری کمیسیون بورس و اوراق بهادار ایالات متحده آمریکا

افشاگر یا خبرده یا خبربر (به انگلیسی: whistle-blower) به کسی گفته می‌شود که افکار عمومی یا مقامات صلاحیت‌دار را از وجود فرد (یا افراد) نادرست‌کار یا فعالیت‌های نادرست‌کارانه در بخش دولتی، عمومی، یا خصوصی آگاه می‌کند. فعالیت‌های نادرست‌کارانه طیف گسترده‌ای از کارهای غیرقانونی، زیر پا گذاشتن مقررات، و تهدید منافع عمومی یا خصوصی، مثل، تقلب و فساد مالی را در بر می‌گیرد.

## ریشه اصطلاح افشاگری
ورود این اصطلاح در ادبیات ضد تقلب و ضدفساد جهان از روش مورد استفاده توسط پلیس‌های گشتی انگلستان در باخبر کردن دیگر پلیس‌های گشتی از وجود افراد خلاف‌کار در شهر برگرفته شده‌است. پلیس‌های انگلستان بر پایه یک سنت قدیمی هنگام برخورد با یک فرد خلاف‌کار در شهر، هم‌زمان با تعقیب وی، در سوت (وسیله) خود می‌دمیدند تا با اطلاع‌دادن به دیگر هم‌کاران خود آن خلاف‌کار را دستگیر کنند.

## اهمیت افشاگری
طبق گزارش انجمن بازرسان تقلب گواهی شده (ACFE) دربارهٔ تقلب‌ها و سوءاستفاده‌های شغلی (۲۰۱۲) به رغم وجود سازوکارهای گوناگون برای پیش‌گیری و کشف تقلب - مثل، حسابرسی داخلی، حسابرسی مستقل، کنترل داخلی، و… - باز هم متداول‌ترین روش کشف تقلب در سازمان‌ها از راه افشاگری است. نزدیک به نیمی از موارد تقلب‌هایی که کشف می‌شوند از راه خبررسانی یک کارمند، فروشنده، یا دیگر افشاگران برملا می‌شوند. همچنین، در سازمان‌هایی که دوره‌های آموزشی آگاهی از تقلب در سطح سازمان اجراء می‌شوند، ۵۲ درصد از زیان‌های تقلب کاهش می‌یابند. در واقع، کارشناسان ضد تقلب با تکیه بر آمار موجود بر این باورند که بیش‌تر کارکنان آموزش‌دیده در ارتباط با تقلب، هنگام روبرو شدن با موارد تردید برانگیز، چنانچه مسیرهای مناسبی برای افشاگری وجود داشته باشد، این موارد را گزارش می‌کنند.

## محافظت از افشاگران
طبق گزارش انجمن بازرسان تقلب گواهی شده (ACFE) دربارهٔ تقلب‌ها و سوءاستفاده‌های شغلی (۲۰۱۲) سازمان‌ها در هر سال ۷ درصد درآمد خود را در اثر تقلب از دست می‌دهند. این مبلغ نزدیک به یک تریلیون دلار اعلام شده‌است. برای آن که هنگفتی این مبلغ را در ذهن‌تان مجسم شود، کافی است بدانید مبلغی نزدیک به مجموع درآمد صادرات نفت ایران در ۱۰۰ سال گذشته‌است!

پس با توجه به این که پای مبالغی هنگفت و منافعی سرشار در میان است، تقلب و فساد مالی را می‌توان در هیبت یکی از پرگردش‌ترین و سودآورترین تجارتهای بزرگ جهان - مثل تجارت جنگ‌افزار، نفت و مواد مخدر - دانست. از این رو، بسیاری از کارشناسان ضد تقلب ورود به عرصه مبارزه با تقلب و فساد مالی را به جنگی تمام‌عیار تشبیه کرده‌اند که سربازان و سرداران حاضر در هر دو جبهه این نبرد جانانه با یکدیگر پیکار می‌کنند؛ بنابراین، افشاگران در هر جای دنیا که دست به افشاگری و خبررسانی بزنند ممکن است با واکنش‌های تلافی‌جویانه گوناگون و گاهی مرگ‌بار روبرو شوند. از این رو، در بعضی از کشورها قوانین و سازوکارهایی برای محافظت از افشاگران وجود دارد. برای مثال (ویکی‌پدیا انگلیسی):
 ایالات متحده آمریکا

آگهی اداره مشورتی ویژه آمریکا برای تشویق مردم به افشاگری

در این کشور قوانین گوناگون و چندپاره و بعضاً متناقضی در ارتباط با افشاگری وجود دارد. بعضی از این قوانین فقط در یک یا چند ایالت لازم‌الاجرا هستند و بعضی دیگر در همه کشور اجرا می‌شوند. نخستین قانونی که در آمریکا به موضوع محافظت از افشاگران پرداخت قانون ادعاهای نادرست (مصوب ۱۸۶۳و بازنگری‌شده در ۱۹۸۶) است. در این قانون برای تشویق افشاگران درصدی از مبلغ پول بازیافت‌شده یا زیان پیش‌گیری‌شده از سوی دولت به آنان پرداخت می‌شود. دولت نیز موظف است از این افراد محافظت کند (ویکی‌پدیا انگلیسی).

یکی دیگر از قوانین آمریکا که به تازگی (۲۰۱۰) در این زمینه به تصویب رسید، قانون اصلاح وال‌استریت و حفاظت مصرف‌کننده ۲۰۱۰ (قانون داد- فرانک) است. در این قانون نیز در راستای برنامه افشاگری کمیسیون بورس و اوراق بهادار آمریکا (SEC) مشوق‌ها و محافظت‌هایی برای افشاگران در حوزه اوراق بهادار آمریکا تصویب شد.
 انگلستان
در این کشور نیز قانون افشای نفع عمومی (۱۹۹۸) چارچوبی از محافظت قانونی را برای افشاگران فراهم کرده‌است.
 ایران
در سالهای اخیر بحث افشاگری در ایران نیز مطرح شده و مجلس یازدهم نیز قصد تصویب قانونی دارد که از افشاگران حمایت و به فردی که افشاگری می‌کند، درصدی از مبلغ فساد را به عنوان جایزه اهدا می‌کند. همچنین وزیر اقتصاد نیر بر راه اندازی سامانه افشاگری و حمایت قانونی از افشاگری و دادن جایزه به افشاکنندگان تخلفات تأکید داشته‌است. این وزارتخانه نسبت به راه اندازی سامانه سراسری برای این مسئله نیز اقدام کرده‌است.